# 戸塚九一郎

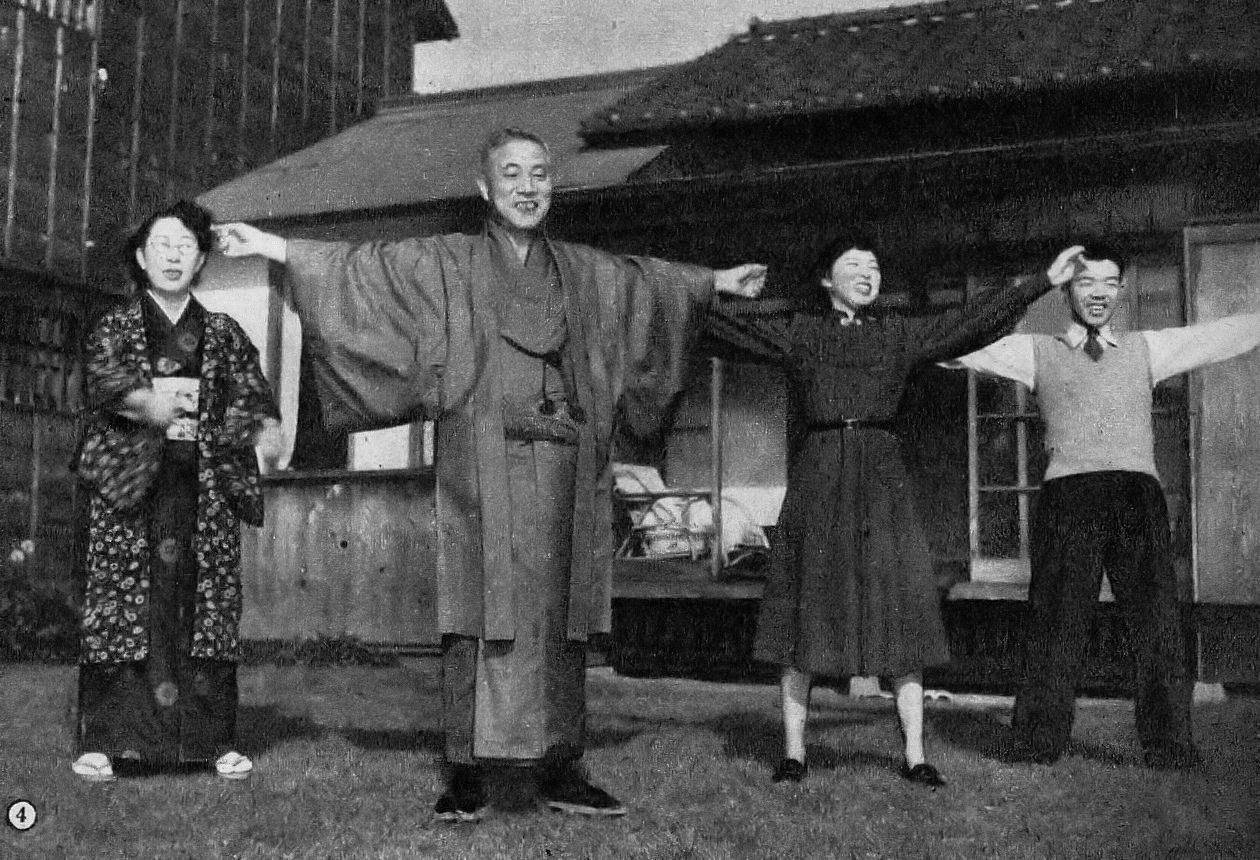
戸塚九一郎一家（和服の男性が戸塚九一郎）

戸塚 九一郎（とつか くいちろう、1891年3月27日 - 1973年10月13日）は、日本の官僚、政治家。徳島県知事、山口県知事、宮城県知事（第28代）、福岡県知事、北海道庁長官（第25代）、労働大臣（第8代）、建設大臣（第8代、第9代）、北海道開発庁長官（第5代、第6代）、衆議院議員（3期）を務めた。

## 来歴・人物
静岡県出身。酒造業・町長、戸塚藤平の三男として生まれる。掛川中学（現在の静岡県立掛川西高等学校）、一高を経て、1917年7月、東京帝国大学法科大学法律学科（独法）を卒業。同年11月、内務省に入り香川県属となり内務部地方課に配属。1918年10月、高等試験行政科試験に合格。
1919年9月、福島県安積郡長に就任。以後、福島県理事官・内務部学務課長、兵庫県警察部工場課長、兵庫県工場監督官、東京府内務部地方課長、神奈川県書記官・学務部長、警視庁書記官・衛生部長、兵庫県書記官・学務部長、京都府書記官・学務部長、大分県書記官・警察部長、兵庫県書記官・内務部長、福岡県書記官・内務部長などを歴任。
1934年10月、徳島県知事に就任。以後、山口県知事、宮城県知事を経て、1939年9月、北海道庁長官に就任。1944年12月、福岡県知事に転じた。1945年6月、九州地方総監に転じ終戦を迎える。同年10月、九州地方総監が廃官となる。
1947年11月に公職追放となり、1951年9月に解除された。1952年10月、第25回衆議院議員総選挙に静岡県第1区で自由党から出馬し当選。以後、1955年2月の第27回総選挙まで連続三回当選。1958年5月の第28回総選挙には出馬せず引退した。
1952年、第4次吉田内閣で労働大臣、建設大臣、北海道開発庁長官として初入閣。1953年に発足した第5次吉田内閣でも建設大臣、北海道開発庁長官を務めた。
他に、首都建設委員会委員長、大日本報徳社社長、苫小牧港開発社長などの要職を歴任した。
1973年10月13日死去。享年82。墓所は東京都港区高輪の松光寺。

## 親族
- 妻 - 戸塚敏子（和田潤・沖縄県知事の娘）
- 甥 - 戸塚進也（参議院議員、衆議院議員、掛川市長）

## 伝記
- サンケイ新聞編『戸塚九一郎を偲ぶ』テレビ静岡エンタープライズ、1979年。

## 栄典
- 1940年（昭和15年）8月15日 - 紀元二千六百年祝典記念章[1]